# Chabudai

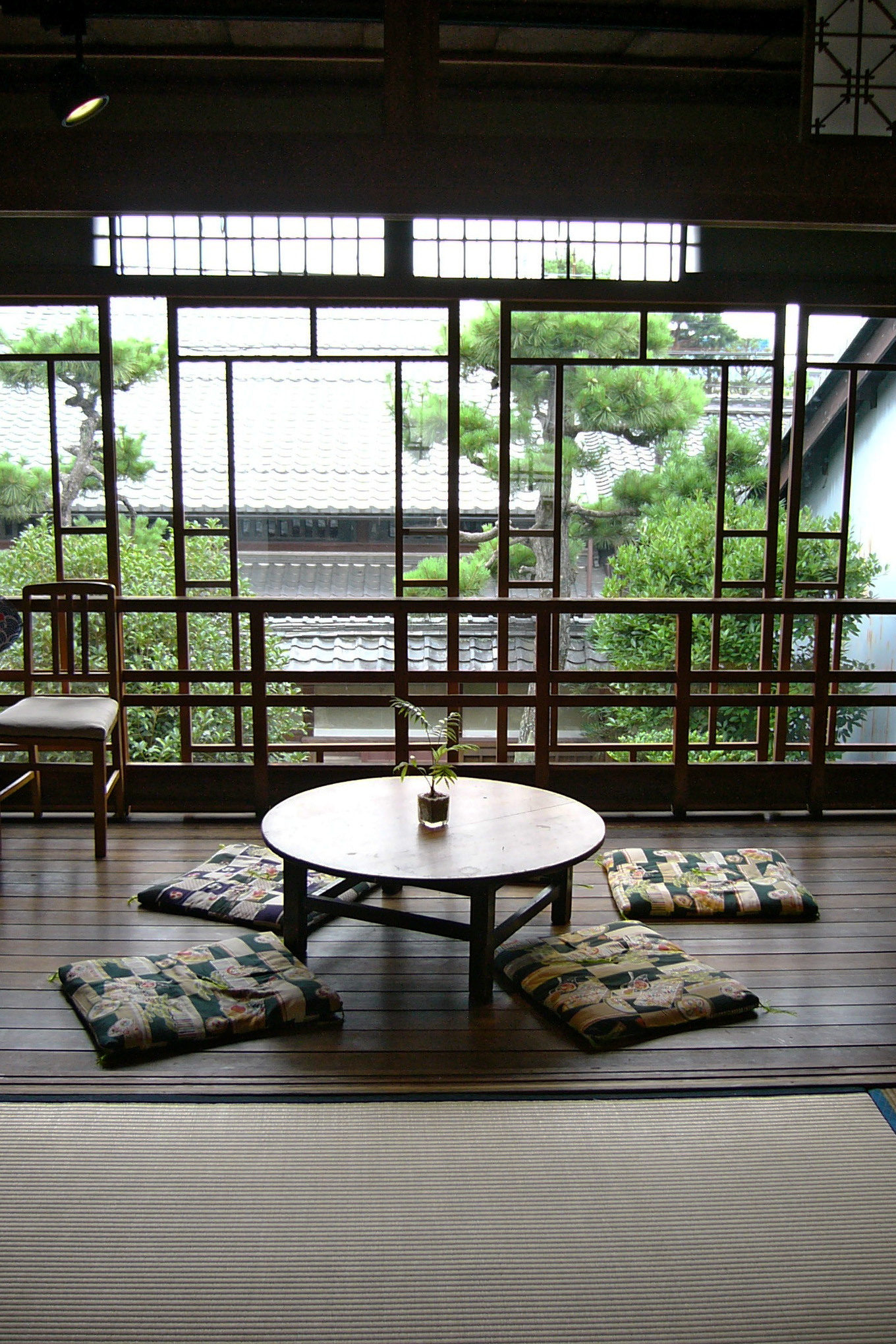
Chabudai em uma casa típica japonesa

Chabudai é uma mesa de refeições comum no Japão. Em geral, elas são de forma retangular ou circular, e muitas são dobráveis.
Esse tipo de mesa começou a ser usada nas últimas décadas do século XIX, e viu sucesso nacional em meados da década de 1920. Entretanto, mesas de jantar no estilo "ocidental" tornaram-se populares na década de 1960, e o uso de chabudai em casas diminuiu.

## Formatos e dimensões
Existem quatro formas padrões para as mesas: circular, oval, quadrada e retangular.
As mesas circulares se tornaram mais comuns porque variavam mais em tamanho do que as outras versões, indo de 60cm a 240cm de diâmetro, com versões em miniatura entre 25 e 30cm de diâmetro. A altura padrão para a mesa era entre 15cm e 24cm de altura, mas esta foi se tornando maior à medida que o chabudai foi se modernizando, e nas versões modernas do móvel geralmente alcança 30cm de altura. As mesas são tipicamente feitas de madeira, usualmente de cerejeira para versões mais refinadas. No entanto, pode se usar também madeira de pinheiro, cedro e castanha, entre outras árvores típicas do Japão.

## História
No começo da era Meiji, a introdução da cultura ocidental estava em máxima no Japão, com a abertura de diversos restaurantes, cafés e cervejarias no estilo ocidental; e, consequentemente, a introdução das mesas altas de jantar nesses estabelecimentos. No país, até então, era costume comer em bandejas que eram colocadas sobre os tatames.
Ao governo Meiji também interessava criar a ideia de estabelecimentos de famílias tradicionais ao modelo do Ocidente, e a ideia do momento do jantar como símbolo de momento de integração familiar foi alvo de políticas governamentais. Em 1895, a patente para a primeira mesa dobrável é registrada, de baixa altura para que as refeições pudessem ser realizadas com a família ainda sentada sobre o tatame. Em 1903, o sociólogo Toshishiko Sakai escreve um "manifesto para melhor vida familiar", em que afirma que fazer refeições juntos era a melhor forma de se criar vínculos com seus familiares; nesse momento, a compra de mesas padrão e de chabudai começa a crescer. 
A partir disso, a chabudai se torna popular no país inteiro. Houve um pico notável na compra das mesas após o Grande Terremoto de Kanto em 1923, quando muitos japoneses decidiram substituir suas mesas no estilo ocidental por mesas mais baixas e, portanto, mais estáveis e seguras.